# Mossis
Els mossis són un poble de Burkina Faso, que viu majoritàriament al voltant de la conca del riu Volta. Els mossis són el major grup ètnic de Burkina Faso, constituint el 40% de la població, uns 6,2 milions d'habitants. L'altre 60% de la població està compost per més de 60 grups ètnics, com els bambara, gurunsis, senufos, lobis, babaus i fulanis. Els mossis parlen la llengua mossi.

## Història

### Orígens llegendaris
Segons la tradició, els mossis deriven del matrimoni d'una princesa dagomba i un caçador mande. Yennenga va ser una princesa guerrera filla d'un rei dagomba, a l'est de Ghana. Es van casar i van tenir al primer autèntic mossi: Ouedraogo, que va ser reconegut com a pare del poble mossi. Malgrat l'estatus de llegenda, conté informació històrica certa: els mossis són originaris d'un grup ashanti, una població ghanesa composta de molts subgrups. Els mossis també són descendents directes del poble dagomba, que també viu a l'est de Ghana amb capital en Tamale.

### Imperi Mossi
Com a l'Imperi Mossi o Regnes Mossi tot es transmetia oralment, és impossible assignar dades concretes abans de la colonització. No obstant això, els historiadors fixen el començament d'aquest imperi al voltant del segle xv. Els mossis eren capaços de conquistar vastes superfícies gràcies al domini del cavall, i van crear un pròsper imperi que es mantenia en pau abans del començament de la colonització. L'expansió de l'imperi Mossi es va parar al segle xix amb l'inici de la colonització intensiva pels francesos.